# Comarca Metropolitana di Almeria
L'Comarca Metropolitana di Almeria è una comarca della provincia di Almería, in Andalusia. Secondo il censimento del 2011 ha una popolazione di 239.132 abitanti.

## Comuni
- Almería
- Níjar
- Huércal de Almería
- Viator
- Alhama de Almería
- Benahadux
- Pechina
- Rioja
- Gádor
- Santa Fe de Mondújar